# Arquidiócesis de Palmas
La arquidiócesis de Palmas (en latín: Archidioecesis Palmensis in Brasilia y en portugués: Arquidiocese de Palmas) es una circunscripción eclesiástica de la Iglesia católica en Brasil. Se trata de una arquidiócesis latina, sede metropolitana de la provincia eclesiástica de Palmas. Desde el 20 de octubre de 2010 su arzobispo es Pedro Brito Guimarães.

## Territorio y organización
La arquidiócesis tiene 34 007 km² y extiende su jurisdicción sobre los fieles católicos de rito latino residentes en 11 municipios del estado de Tocantins: Palmas, Aparecida do Rio Negro, Lagoa do Tocantins, Lajeado, Lizarda, Mateiros, Novo Acordo, Rio Sono, Santa Tereza do Tocantins, São Félix do Tocantins y Tocantínia.
La sede de la arquidiócesis se encuentra en la ciudad de Palmas, en donde se halla la Catedral del Divino Espíritu Santo y la Procatedral de San José.
En 2019 en la arquidiócesis existían 36 parroquias agrupadas en 3 zonas pastorales: San Pedro, San Juan y San Pablo.
La arquidiócesis tiene como sufragáneas a las diócesis de: Araguaína, Cristalândia, Miracema do Tocantins, Porto Nacional y Tocantinópolis.

## Historia
La arquidiócesis fue erigida el 27 de marzo de 1996 con la bula Maiori spirituali bono del papa Juan Pablo II, obteniendo el territorio de las diócesis de Miracema do Tocantins y Porto Nacional.

## Estadísticas
Según el Anuario Pontificio 2020 la arquidiócesis tenía a fines de 2019 un total de 189 297 fieles bautizados.
| Año                                                                             | Población            | Población | Población      | Sacerdotes | Sacerdotes    | Sacerdotes    | Bautizados por sacerdote | Diáconos permanentes | Religiosos | Religiosos | Parroquias |
| Año                                                                             | Bautizados católicos | Total     | % de católicos | Total      | Clero secular | Clero regular | Bautizados por sacerdote | Diáconos permanentes | Varones    | Mujeres    | Parroquias |
| ------------------------------------------------------------------------------- | -------------------- | --------- | -------------- | ---------- | ------------- | ------------- | ------------------------ | -------------------- | ---------- | ---------- | ---------- |
| 1999                                                                            | 115 000              | 153 497   | 74.9           | 16         | 7             | 9             | 7187                     | 3                    | 11         | 54         | 8          |
| 2000                                                                            | 115 500              | 154 000   | 75.0           | 20         | 10            | 10            | 5775                     | 2                    | 12         | 53         | 8          |
| 2001                                                                            | 127 659              | 170 213   | 75.0           | 22         | 9             | 13            | 5802                     | 8                    | 21         | 52         | 13         |
| 2002                                                                            | 140 385              | 183 384   | 76.6           | 23         | 12            | 11            | 6103                     | 7                    | 15         | 52         | 16         |
| 2003                                                                            | 140 385              | 183 385   | 76.6           | 25         | 19            | 6             | 5615                     | 5                    | 35         | 52         | 16         |
| 2004                                                                            | 140 385              | 183 385   | 76.6           | 43         | 38            | 5             | 3264                     | 4                    | 5          | 52         | 27         |
| 2013                                                                            | 158 000              | 206 000   | 76.7           | 61         | 54            | 7             | 2590                     | 22                   | 9          | 59         | 36         |
| 2016                                                                            | 168 076              | 312 991   | 53.7           | 51         | 35            | 16            | 3295                     | 30                   | 21         | 60         | 36         |
| 2019                                                                            | 189 297              | 332 952   | 56.9           | 59         | 41            | 18            | 3208                     | 30                   | 20         | 61         | 36         |
| Fuente: Catholic-Hierarchy, que a su vez toma los datos del Anuario Pontificio. |                      |           |                |            |               |               |                          |                      |            |            |            |

## Episcopologio
- Alberto Taveira Corrêa (27 de marzo de 1996-30 de diciembre de 2009 nombrado arzobispo de Belém do Pará)
- Pedro Brito Guimarães, desde el 20 de octubre de 2010